# Chiesa di Santa Maria Assunta (Vigonovo)
La chiesa parrocchiale di Santa Maria Assunta è il principale edificio religioso del comune di Vigonovo, in città metropolitana di Venezia e diocesi di Padova.

## Storia
La chiesa ha origini antiche ed è stata costruita su un precedente tempietto romano. La prima pieve fu costruita nell'VIII secolo, ma fu fortemente modificata nel XVIII secolo eliminando i colonnati di divisione tra le tre navate originali ed invertendone l'orientamento.

L'ultima consacrazione risale al 21 agosto 1947, ad opera di mons. Carlo Agostini.

## Descrizione
La chiesa ha una struttura a croce latina, formata da una navata e un transetto.
La navata principale è il nucleo più antico della costruzione, arricchito da 5 altari marmorei:
- altare della Pentecoste;
- altare di Santa Maria Assunta, arricchito da una statua settecentesca della titolare della chiesa;
- altare di S. Antonio;
- altare di S. Giuseppe.

Particolarmente ricco è l'altare maggiore, opera settecentesca rivestita di marmi policromi e arricchita da figure angeliche.
Nel transetto, a destra dell'altare maggiore, trova posto un piccolo altare di fine Ottocento dedicato a S. Luigi Gonzaga.
Le più importanti opere artistiche conservate nella chiesa sono:
- Pala della Pentecoste di Giandomenico Tiepolo, situata nell'altare dedicato;
- ciclo di quattro tele di Pietro Damini raffiguranti le Storie di santa Francesca Romana;
- Madonna del Rosario di Pietro Liberi;
- copia a grandezza naturale della pala dell'Assunta del Tiziano, realizzata negli anni '60 dal pittore locale Raffaelo Marigo;
- Pala del Battesimo di Cristo sul Giordano, opera contemporanea di Raffaele Marigo collocata sul fonte battesimale.

L'organo a canne, collocato alle spalle dell'altare maggiore, venne realizzato negli anni 1980 dalla ditta Paccagnella e dalla stessa ampliato nel 2004 e nel 2016; a trasmissione elettrica, dispone di 29 registri su due manuali e pedale.

## Elenco degli arcipreti
La chiesa di Vigonovo è una sede parrocchiale che gode del titolo di arcipretura. Di seguito l'elenco degli arcipreti noti ad oggi.
| Nome                  | Inizio arcipretura | Fine arcipretura | Note                                                                           |
| --------------------- | ------------------ | ---------------- | ------------------------------------------------------------------------------ |
| Angelo Zampieri       | 1753               | ?                |                                                                                |
| Lorenzo Leonardi      | 1773               | ?                |                                                                                |
| Giovanni Maria Guatti | 1783               | ?                |                                                                                |
| Osvaldo Beacco        | 1793               | ?                |                                                                                |
| Antonio Susan         | 1846               | ?                |                                                                                |
| Mons. Pietro Panozzo  | 1852               | ?                | Cameriere d'onore di Sua Santità                                               |
| Girolamo Marighello   | 1912               | ?                |                                                                                |
| Serafino Chiarotto    | 1920               | ?                | Porta il suo nome una piazza di Vigonovo                                       |
| Basilio Gaspari       | 1957               | 1962             | Morto all'interno della chiesa stessa, precipitando da un'impalcatura nel 1962 |
| Leonino Bardellone    | 1962               | ?                |                                                                                |
| Luigi Gaspari         | 1970               | 1992             |                                                                                |
| Lino Girardi          | 1993               | 2015             |                                                                                |
| Francesco Frigo       | 2015               | 2023             |                                                                                |
| Gabriele Pipinato     | 2023               | 2024             |                                                                                |
| Fabio Fioraso         | 2024               | in carica        |                                                                                |